# Ягиит
Ягиит (англ. Yagiite) — минерал, назван в честь японского геолога  Кензо Яги. Обнаружен в метеорите Коломера.

## Свойства
Ягиит — бесцветный минерал, прозрачный или полупрозрачный. Твердость по шкале Мооса 5-6, плотность 2.7. Типичные примеси — титан, хром, железо, марганец, кальций. Открыт в 1969 году.

## Название на других языках
- немецкий — Jageiit;Yagiit;Yagit
- испанский — Jageiita;Yagiita;Yagita
- английский — Yagiite